# Romme Alpin
Romme Alpin [rʊmme] är en alpin skidanläggning vid den lilla byn Koppslahyttan i Dalarna, 13 kilometer söder om Borlänge, och är Sveriges största alpina skidanläggning utanför fjällen.
Anläggningen invigdes juldagen 1987 och hade den amerikanska skidorten Vail Ski Resort som förebild när backarna planerades. Skidåkning sker dels på berget Solklinten, men inför 20-årsjubileet (2008) öppnades det upp för skidåkning även på berget Snöberget (bakom Solklinten). Största fallhöjden är 275 meter och högsta åkhöjd är 407 meter över havet. Anläggningen har 34 nedfarter (41 inklusive genomfarter) och 14 liftar varav 6 kopplingsbara sexstolsliftar. Solklinten Express byggdes 2003 och ersatte en gammal fast trestolslift, resulterade i fördubblad kapacitet och halverad åktid. Inför vintern 2012/2013 utökades anläggningen med området Nord på andra sidan Snöberget. Romme har totalt 29 kilometer pist, samtliga med snökanoner, och den längsta nedfarten är 2 750 meter.

## Historia och utveckling
Planeringen av Romme Alpin startades år 1985. Området var ett helt skogstäckt berg innan man började bygga. Grundarna till Romme Alpin heter Bosse Funcke och Åke Källström. När Romme Alpin invigdes på juldagen 1987 så fanns det 10 nedfarter, fyra liftar samt en lunchrestaurang, men endast fyra snökanoner. Men i början av 1990-talet gick det sämre för Romme Alpin på grund av snöbrist. Kommunen gav då skidanläggningen stöd och sedan dess har Romme Alpin fokuserat på att göra egen snö. 1997 bestämde sig Romme Alpin för att bygga brantare nedfarter. Då byggdes bland annat Götes brant, en tvåstolslift, en parallell nedfart och en liten transportlift till centrala Romme Alpin. 2001 öppnade Romme Syd med nya backar i ett annat väderstreck med solläge och två nya ankarliftar.
År 2003 byggdes toppstugan samt Solklinten express år 2005. Solklinten express var Romme Alpins första kopplingsbara stollift. Den ersatte den gamla trestolsliften från 1989. 2008 öppnade Romme ett nytt skidområde, Snöberget, med åkning på ett nytt berg sammankopplat med Solklintens sydsida. Fyra nya nedfarter byggdes varav tre av dessa i blå/röd svårighetsgrad med carvingbackar. Till säsongen 2009/2010 byggdes Rommes skilodge.
Under 2010–2012 satsade Romme på att förbättra skidåkningen för nybörjare. 2012 investerade Romme cirka 50 miljoner på Snöbergets nordsida. Området hade varit planerat sedan lång tid och var tänkt att erbjuda långa, snälla blå/gröna backar med en egen expresslift som skulle ge hög kapacitet och många åk. Snöberget nord är ett populärt område för barn med den 1 000 meter långa juniorparken Calles Kurvor. 2014 byggdes våffelstugan på Snöbergets topp. Inför säsongen 2016/2017 satsades på två nya nedfarter för mer avancerad åkning med en sammanhängande brant, Hällas Hang och Se på mig. Backarna ligger på Solklintens sydsida. Till säsongen 2022/2023 byggs Sveriges längsta stollift, "Snöberget Direkt" som kommer att gå från Romme dal upp till Snöbergets topp. Liften blir nästan 2,5 km lång men trots detta kommer det bara ta cirka 7 minuter att ta sig till toppen då liften kommer att vara en av Sveriges snabbaste stolliftar.

## Snötillverkning
Romme Alpin har en av Nordens största anläggningar när det gäller snötillverkning med sina 1200 snökanoner av Top-Gun-typ, där kristallisationen sker i luften genom att tryckluft blåses mot en vattenstråle. Av de 1200 snökanonerna kan 890 vara igång samtidigt och kan som mest producera 7 500 kubikmeter snö per timme, vilket motsvarar cirka 750 lastbilsflak i timmen. Optimalt förhållande för snötillverkning är -18 grader Celsius men tillverkning kan ske redan vid -4 grader Celsius. Det tar cirka 14 dagar att täcka hela anläggningen på 78 hektar med 1–1,2 meter snö. Anläggningen förses med vatten via pumpsystem från Stora Ulvsjön (3 kilometer från Romme Alpin), Dammsjön samt bäcken i anslutning till backarna. När backarna är täckta med 1 meter snö ligger snön kvar och är åkbar tills backen stänger i början av april.

## Bilder

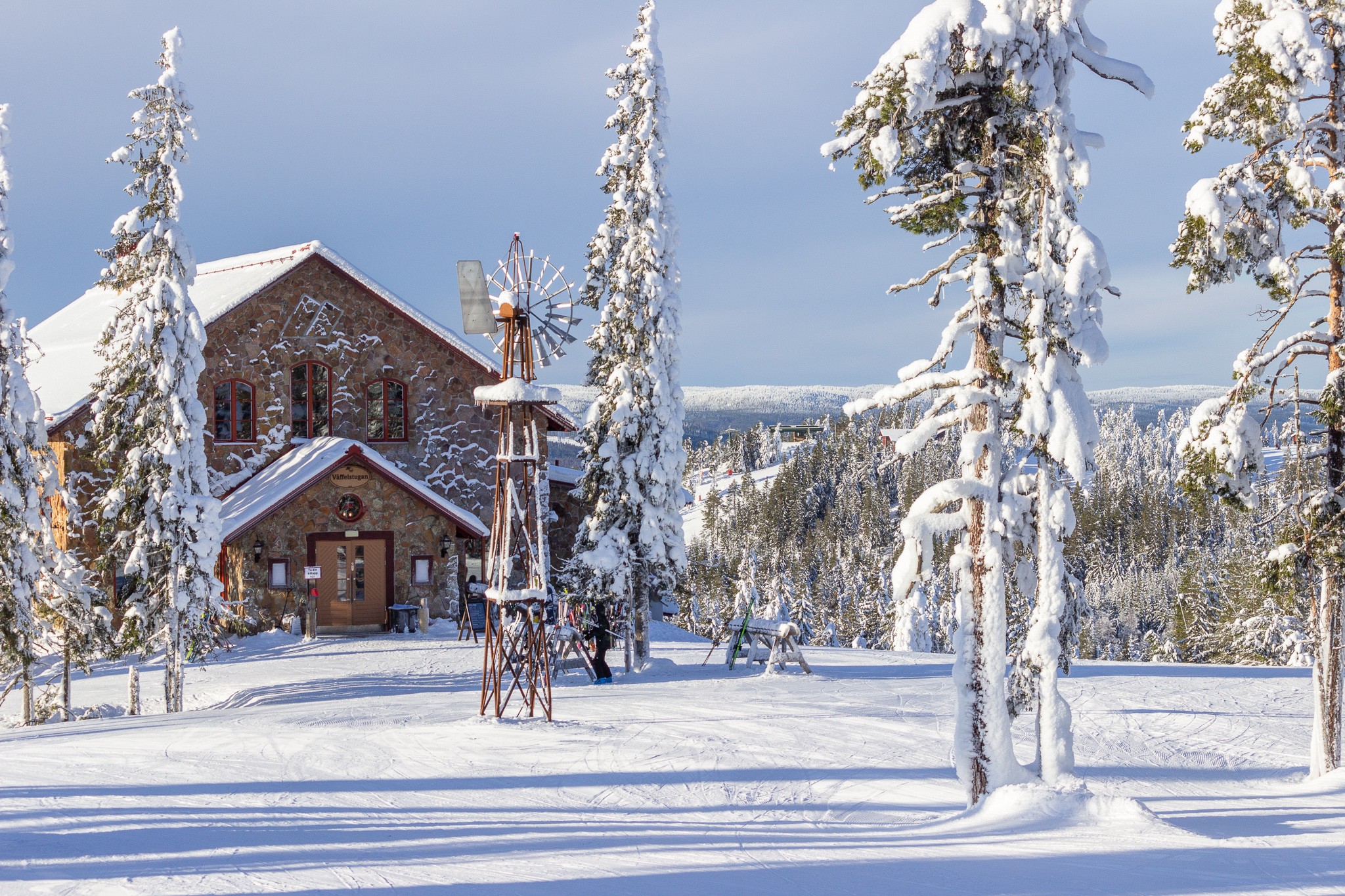
Våffelstugan
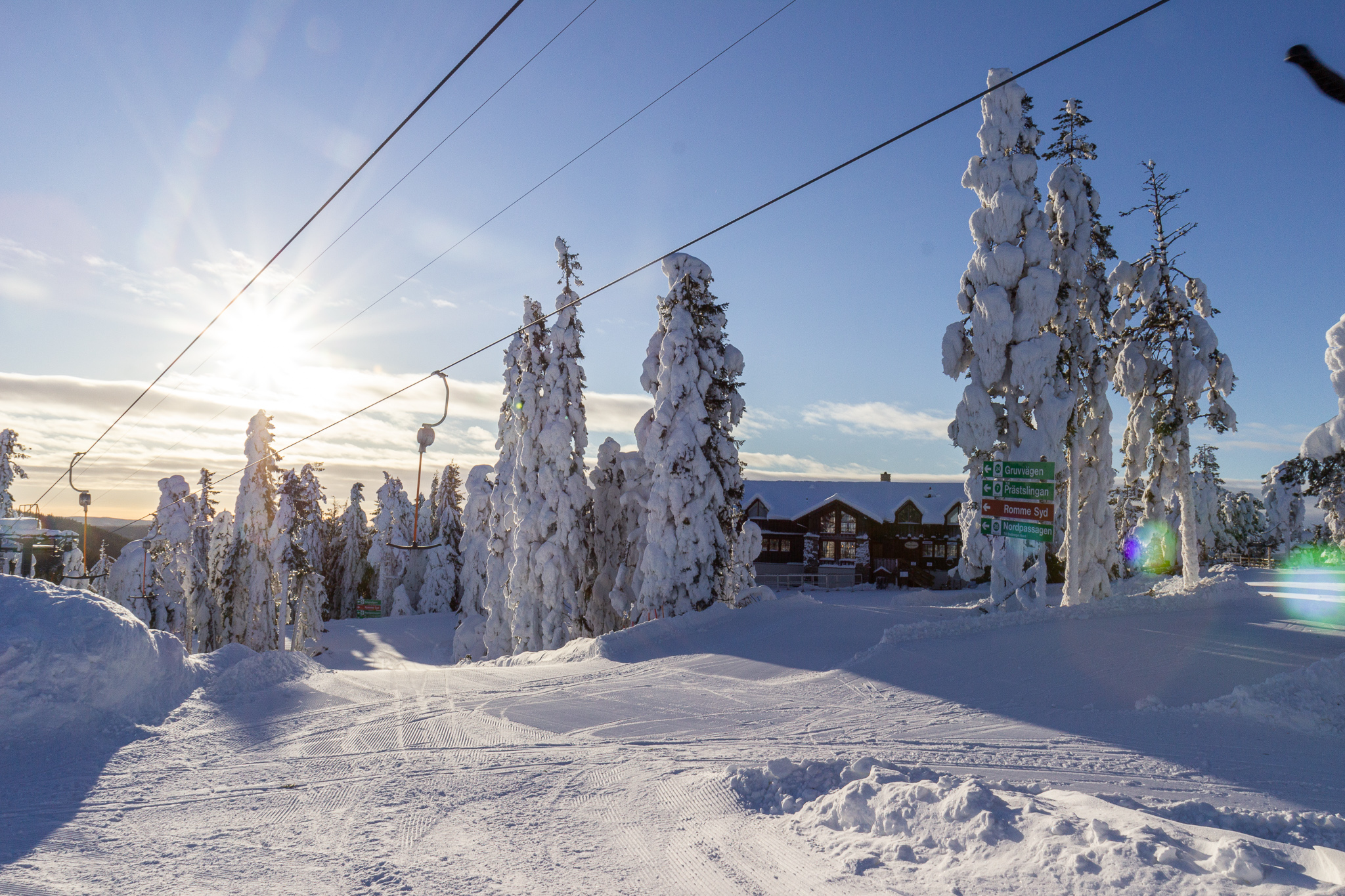
Solklinten, en av två toppar på Romme Alpin.
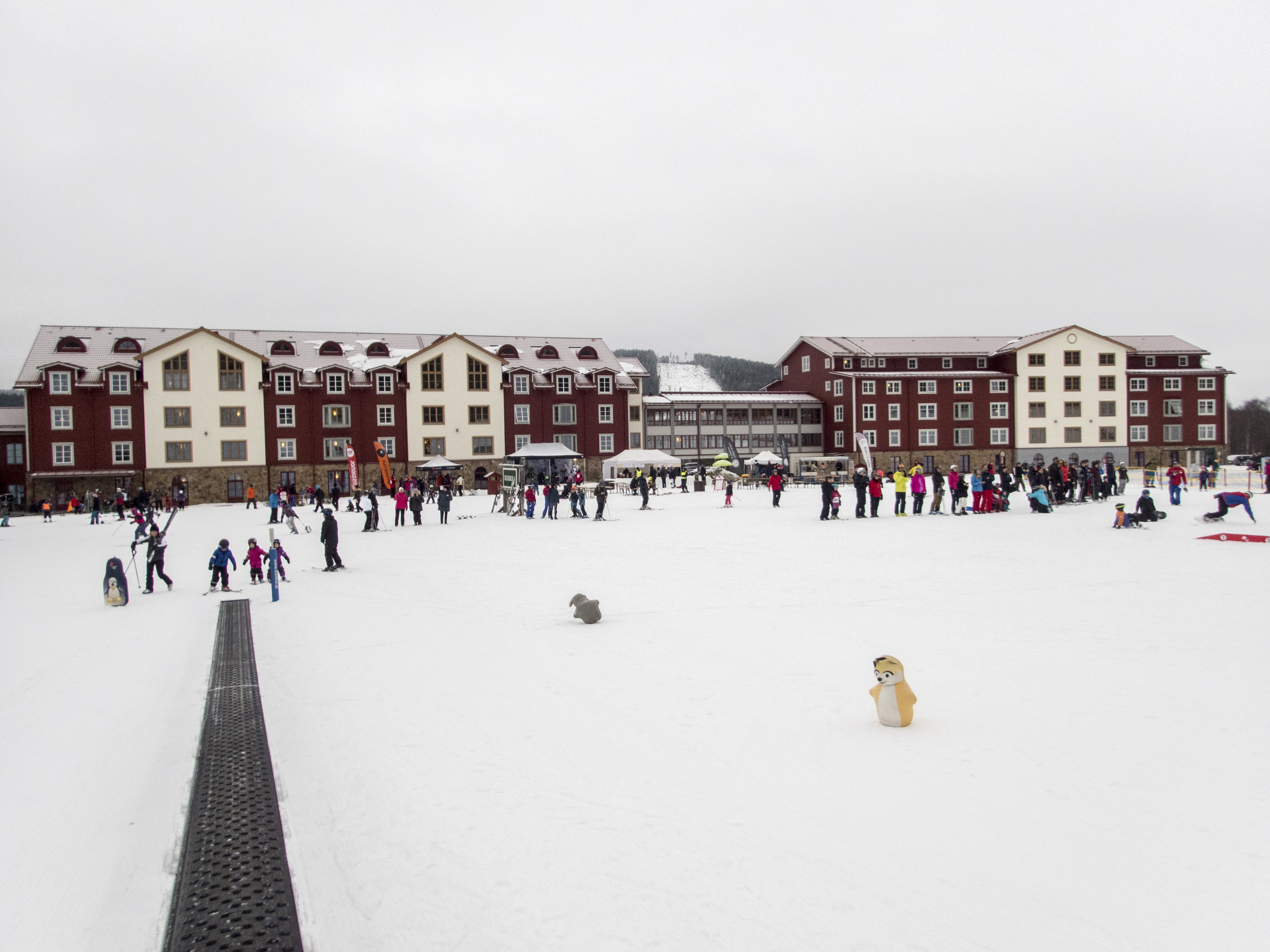
Romme Alpin Ski lodge
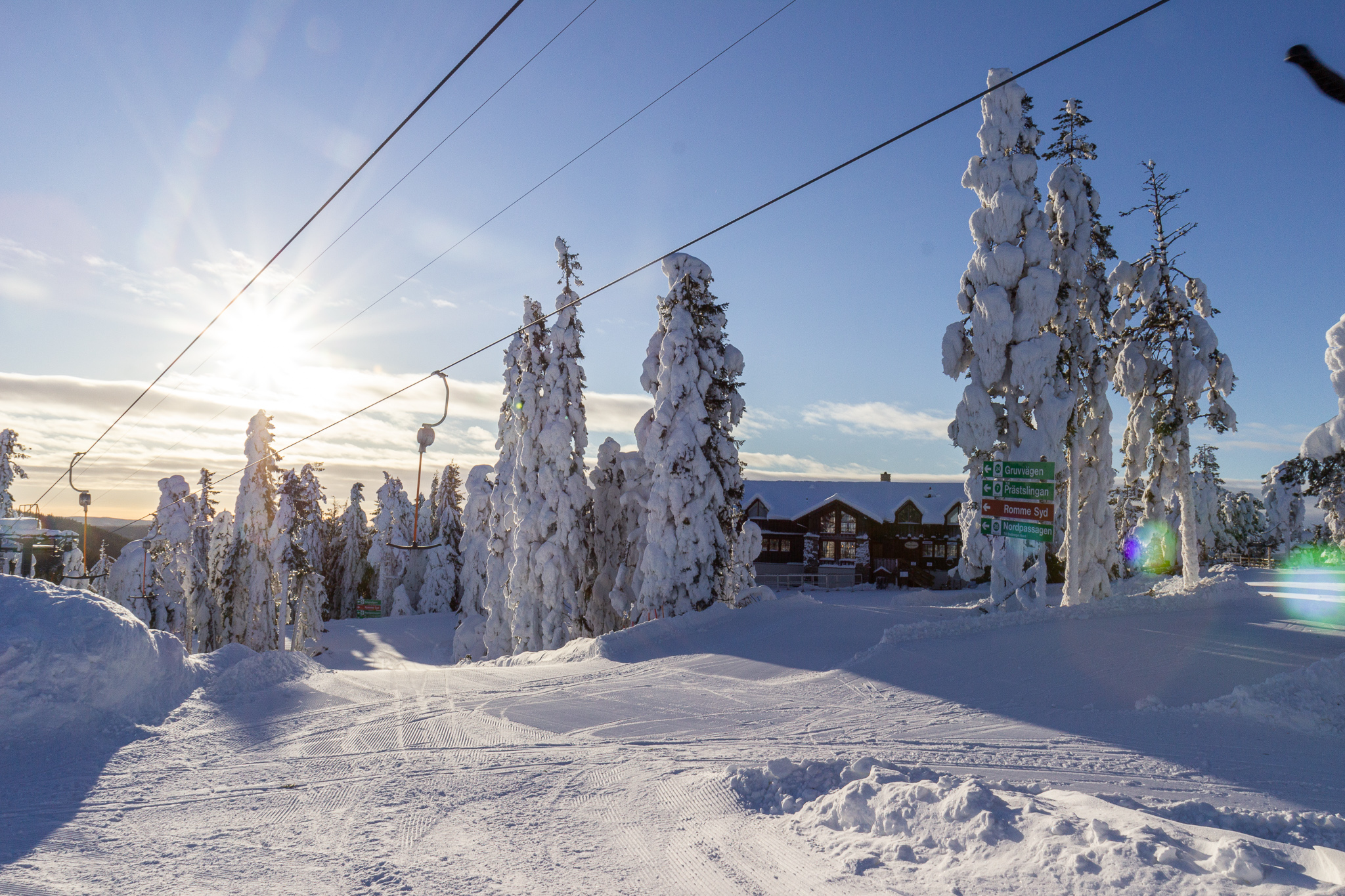